# 2017年アイスホッケー世界選手権
2017年アイスホッケー世界選手権は、国際アイスホッケー連盟によって開催された第81回目のアイスホッケー世界選手権である。6つのディビジョン・グループに分かれて開催される。その結果に応じ次回大会での参加ディビジョンが振り分けられる。

## チャンピオンシップ
チャンピオンシップは2017年5月5日から21日まで、ドイツ・ケルンのランクセス・アレーナとフランス・パリのベルシー・アレナで開催される。。
最終順位
1. スウェーデン
2. カナダ
3. ロシア
4. フィンランド
5. アメリカ合衆国
6. スイス
7. チェコ
8. ドイツ
9. フランス
10. ラトビア
11. ノルウェー
12. デンマーク
13. ベラルーシ
14. スロバキア
15. スロベニア  — 次回大会ディヴィジョン I Aに降格
16. イタリア  — 次回大会ディヴィジョン I Aに降格

## ディヴィジョン I
ディヴィジョンI グループAは2017年4月22日から28日までウクライナ・キエフのキエフ・スポーツ宮殿で、グループBは2017年4月23日から29日までイギリス・ベルファストのSSEアリーナで開催された。
| ディヴィジョン I グループA — 最終順位 1. オーストリア — 次回大会トップディヴィジョンに昇格 2. 韓国 — 次回大会トップディヴィジョンに昇格 3. カザフスタン 4. ポーランド 5. ハンガリー 6. ウクライナ — 次回大会ディヴィジョン I Bに降格 | ディヴィジョン I グループB — 最終順位 1. イギリス — 次回大会ディヴィジョン I Aに昇格 2. 日本 3. リトアニア 4. エストニア 5. クロアチア 6. オランダ — 次回大会ディヴィジョン II Aに降格 |

## ディヴィジョン II
ディヴィジョンII グループAは2017年4月3日から9日までルーマニア・ガラツィのガラツィ・スケーティング・リンクで、グループBは2017年4月4日から10日までニュージーランド・オークランドのパラダイス・アイススケーティング・リンクで開催された。
| ディヴィジョン II グループA — 最終順位 1. ルーマニア — 次回大会ディヴィジョン I Bに昇格 2. オーストラリア 3. セルビア 4. ベルギー 5. アイスランド 6. スペイン — 次回大会ディヴィジョン II Bに降格 | ディヴィジョン II グループB — 最終順位 1. 中華人民共和国 — 次回大会ディヴィジョン II Aに昇格 2. ニュージーランド 3. イスラエル 4. 北朝鮮 5. メキシコ 6. トルコ — 次回大会ディヴィジョン IIIに降格 |

## ディヴィジョン III
ディヴィジョンIIIは2017年4月10日から16日までブルガリア・ソフィアのウィンター・スポーツ・パレスで開催された。
なおボスニア・ヘルツェゴビナは棄権した。
1. ルクセンブルク — 次回大会ディヴィジョン II Bに昇格
2. ブルガリア
3. ジョージア
4. 香港
5. 南アフリカ共和国
6. チャイニーズタイペイ
7. アラブ首長国連邦